# Юсуфхона
Юсуфхона (узб. Yusufxona) — посёлок в Бостанлыкском тумане Ташкентского вилоята Узбекистана. Посёлок является одной из туристических достопримечательностей. В посёлке существуют гостиницы и другие места для отдыха.

## Расположение
Расположен на берегу Чарвакского водохранилища. Посёлок расположен в 74 километрах от Ташкента (связан со столицей автобусным сообщением) и в 10 километрах от железнодорожной станции Ходжикент.